# 伊奢那跋摩二世

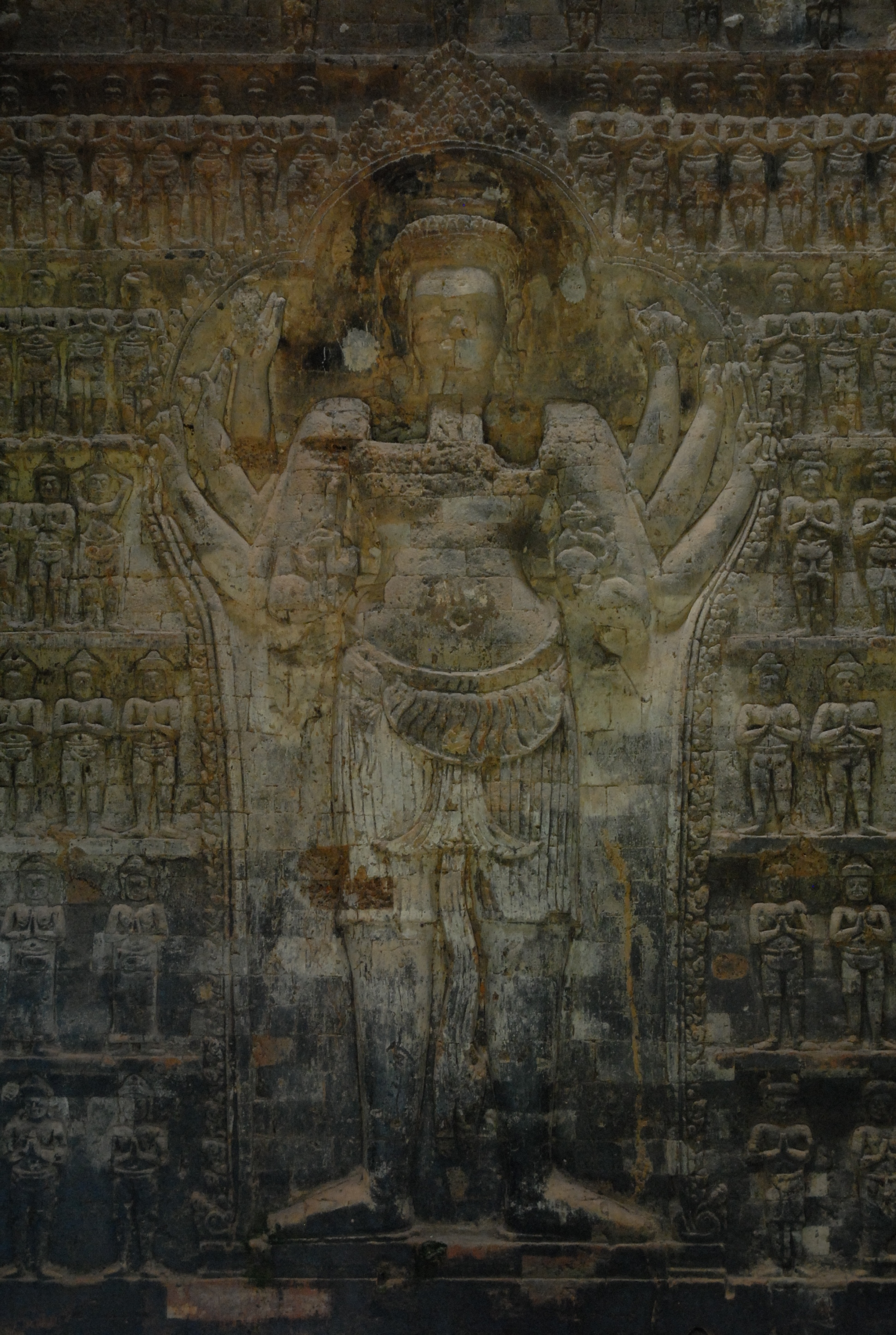
伊奢那跋摩二世在位期间所建的帕沙卡旺寺（Prasat Kravan，925）

伊奢那跋摩二世（Ishanavarman II ？—928年），柬埔寨吴哥王朝国王（923－928年在位）。他的王国可能被只是局限于吴哥周围地区和马德望以西。
伊奢那跋摩是耶输跋摩一世之子，曷利沙跋摩一世之弟。
伊奢那跋摩在他哥哥曷利沙跋摩923年死后继位，他统治时期可能已经非常动荡和混乱。921年，他的舅舅阇耶跋摩四世在吴哥东北部约100公里割据。
伊奢那跋摩在位期间，建造了帕沙卡旺寺（Prasat Kravan）。
他死于928年，死后被称为Paramarudraloka。